# 马昭宏
马昭宏（1924年—2021年3月10日），男，山东滕县人，中华人民共和国政治人物，中国共产党党员。

## 生平
马昭宏是初中文化。民国33年（1944年）5月参加工作，历任印刷厂厂长、政指，中共南京市委企业党委保卫科科长，南京机床厂党委书记，冶修厂厂长，四七六厂厂长、党委书记，南京市一工办负责人，南京市计委主任、党组书记，南京市革命委员会副主任，中共南京市委副书记，南京市人民政府副市长，南京市人民政府顾问兼南京市口岸委员会主任，南京市第十届人大常委会主任。

## 家庭
- 有作者提及原籍山东滕县、出生于南京的演员马晓伟是“南京前任市长的儿子”[3]:9。从姓氏、祖籍、年龄推测，或是他的儿子。